# Бурачок чашечковий
Бурачок чашечковий (Alyssum alyssoides) — вид трав'янистих рослин родини капустяні (Brassicaceae), поширений у Марокко, Європі, західній Азії.

## Опис
Однорічна рослина 10–15(50) см. Стеблові листки коротко черешкові, листова пластинка вузьколанцетна або лінійна, іноді лопатоподібна або зворотнояйцеподібна, 3–4(4.5) см × (0.5)1–3.5(5) мм, верхівкова тупа або гостра. Стручечки запушені дрібними зірчастими волосками, округлі, виїмчасті, 3–4(5) мм в діаметрі. Стовпчик 0.3–0.6 мм завдовжки. Пелюстки бліді, 3.2–4 мм довжиною, медові залозки шилоподібні. Насіння довгасте або яйцеподібне, 1.1–2 × 0.7–1.1 мм, стиснуте, має поля шириною ≈0.1 мм. 2n = 32.

## Поширення
Поширений у Марокко, Європі, західній Азії.
В Україні вид зростає на сухих і кам'янистих схилах — на всій території звичайний крім Карпат, але зростає в Закарпатті.

## Галерея

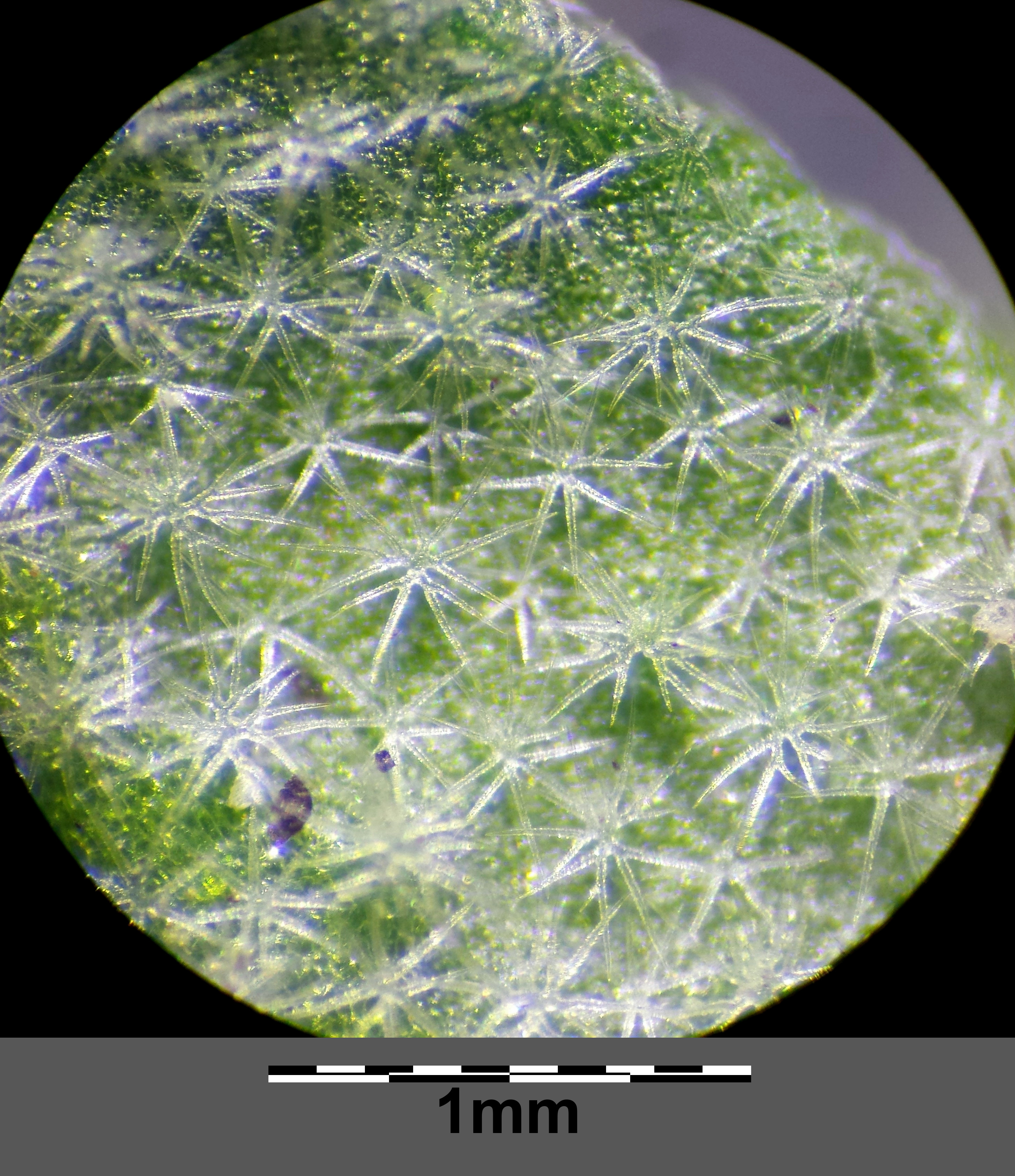
нижня сторона листка з дрібними зірчастими волосками
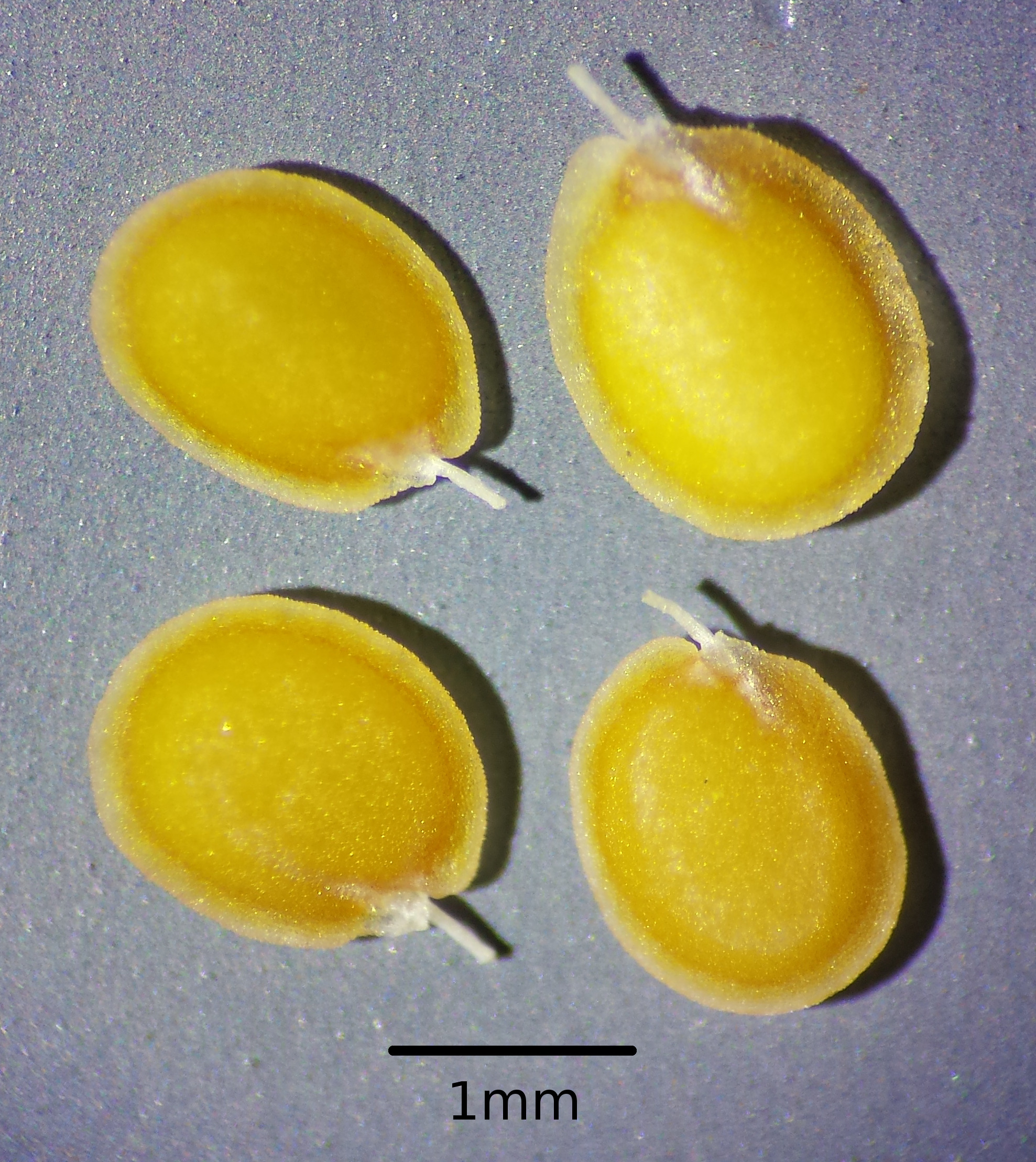
насіння
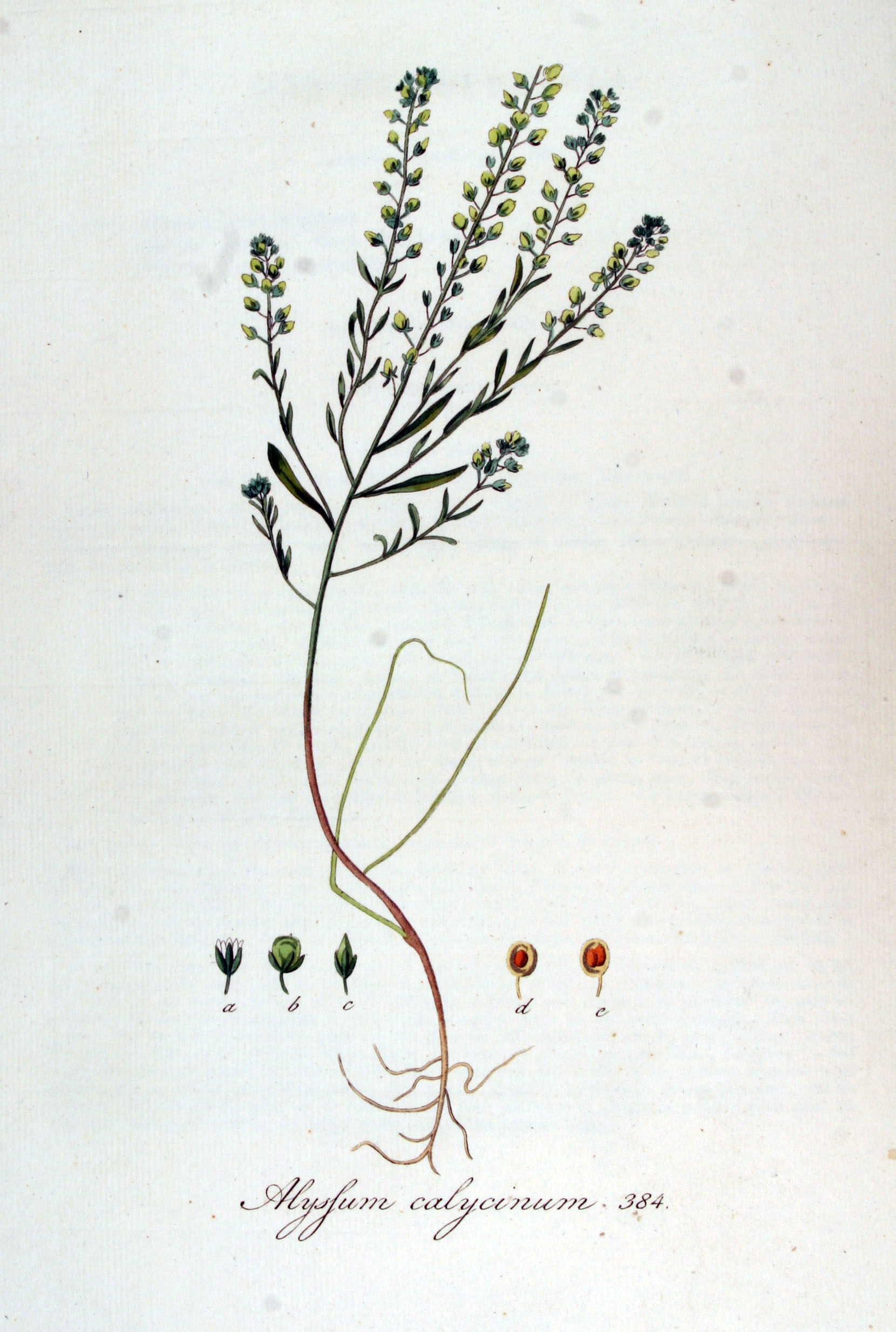
ілюстрація